# Alectra aurantiaca
Alectra aurantiaca är en snyltrotsväxtart som beskrevs av William Botting Hemsley. Alectra aurantiaca ingår i släktet Alectra och familjen snyltrotsväxter. Inga underarter finns listade i Catalogue of Life.